# 8 a.C.
8 a.C. foi um ano bissexto do século I a.C. que durou 366 dias. De acordo com o Calendário Juliano, o ano teve início numa terça-feira e terminou a uma quarta-feira. as suas letras dominicais foram F e E.
| Ano completo                          |
| ------------------------------------- |
| Ano bissexto com início à terça-feira |

## Eventos
- Caio Márcio Censorino e Caio Asínio Galo, cônsules romanos.
- 193a olimpíada; Artemidoro de Tiateira vence o estádio.[1]
- Na Índia, surge a versão completa do Maabarata, que inclui o Bhagavad Gita.

## Nascimentos
- Segundo as visões da Beata Anna Catarina Emmerich, Nascimento de Jesus, segundo a tradição católica na noite do dia 24 para 25 de dezembro.

## Mortes
- 27 de novembro — Horácio, poeta romano (n. 65 a.C.)
- Outubro - Mecenas, político e patrono das artes romano (n. 70 a.C.)